# Чайковський Сергій Михайлович
Сергі́й Миха́йлович Чайко́вський (18 червня 1942 — 12 листопада 2020) — український музеєзнавець, заслужений працівник культури України, генеральний директор Національного музею історії України. Нагороджений орденом «За заслуги» І, ІІ, і ІІІ ступенів, Ярослава Мудрого 5 ступеня, орденом міністерства комунікацій Франції.

## Життєпис
Закінчив історико-філософський факультет Київського державного університету імені Т. Шевченка, через рік призваний на строкову службу. Після повернення з армії прийшов в Національний музей історії України науковим співробітником.
Переведений в Міністерство культури, 19 років працював начальником відділу музеїв, також був заступником начальника главку.
1988 року порушує питання про надання статусу Національного Музею України — в тому часі працював у Міністерстві культури.
В 1991—1997 роках — завідувач Музею історичних коштовностей України (філії Національного музею історії України).
Помер у ніч на 12 листопада 2020 року.